# Aurora (Minnesota)
Aurora is een plaats (city) in de Amerikaanse staat Minnesota, en valt bestuurlijk gezien onder St. Louis County.

## Demografie
Bij de volkstelling in 2000 werd het aantal inwoners vastgesteld op 1850.

## Geografie
Volgens het United States Census Bureau beslaat de plaats een oppervlakte van
10,2 km², waarvan 9,8 km² land en 0,4 km² water. Aurora ligt op ongeveer 466 m boven zeeniveau.